# 4305 Clapton
Tiểu hành tinh 4305 được đặt tên là 4305 Clapton để vinh danh Eric Clapton. Nó là một tiểu hành tinh nằm giữa Sao Hỏa và Sao Mộc.